# Heureka (Science Center)

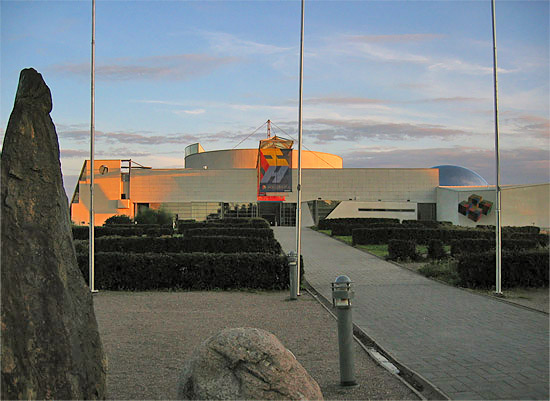
Heureka Science Center

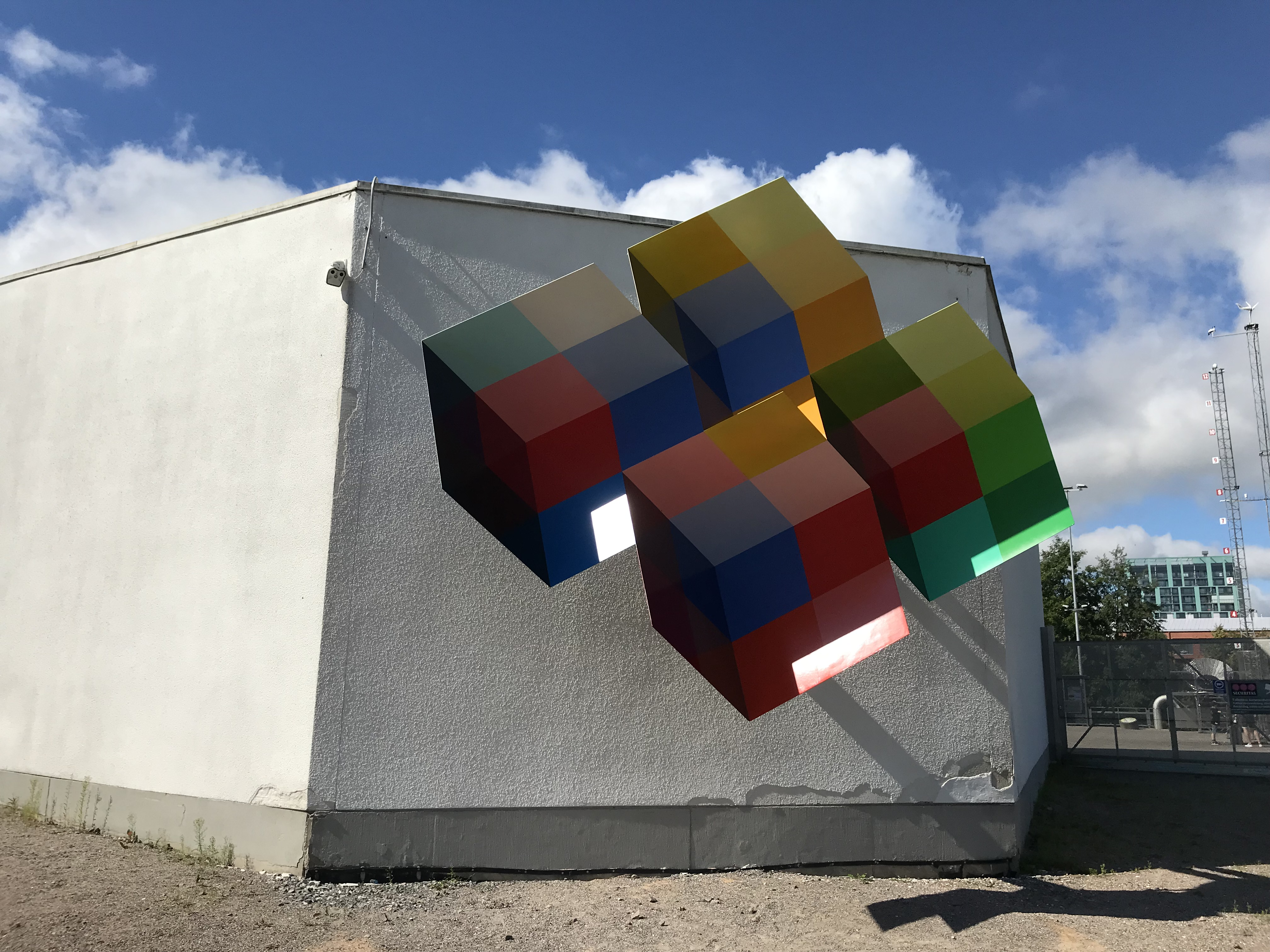
Optische Täuschung

Heureka (nach dem griechischen Ausruf Heureka) ist ein in Vantaa (Finnland) gelegenes Science Center. Es war bei seiner Eröffnung 1989 das einzige Science Center in Fennoskandinavien und gilt auch weiterhin als eines der wichtigsten Wissenschaftsmuseen Fennoskandinaviens.
Erste Pläne für ein Science Center entstanden bereits 1982, 1984 fiel die Entscheidung für Vantaa als Bauort und 1987 wurde im Stadtteil Tikkurila mit dem Bau begonnen. Die offizielle Eröffnung des Museums fand schließlich am 28. April 1989 statt. Das futuristische Gebäude wurden von den Architekten Mikko Heikkinen und Markku Komonen entworfen.
Das Heureka enthält in seiner Dauerausstellung über 100 technische Experimente zum Mitmachen. Es besitzt ein Kino mit Spezialeffekten und ein Planetarium. In den Außenlagen befinden sich Exponate zur geologischen Beschaffenheit Finnlands und Blumenbeete, anhand derer die Klassifikation der Pflanzen durch Carl von Linné illustriert wird.
Seit seiner Eröffnung besuchten im Durchschnitt etwa 280.000 Menschen pro Jahr das Museum, diese Zahl ist teilweise starken Schwankungen unterworfen (206.000 bis 421.000).
Am 27. Juni 1991 wurde der Asteroid (4133) Heureka nach dem Heureka benannt.